# Saint-Georges-Blancaneix
Saint-Georges-Blancaneix – miejscowość i gmina we Francji, w regionie Nowa Akwitania, w departamencie Dordogne.
Według danych na rok 1990 gminę zamieszkiwało 180 osób, a gęstość zaludnienia wynosiła 13 osób/km² (wśród 2290 gmin Akwitanii Saint-Georges-Blancaneix plasuje się na 997. miejscu pod względem liczby ludności, natomiast pod względem powierzchni na miejscu 826.).